# Mars Climate Orbiter
La Mars Climate Orbiter (MCO) fue una sonda de la NASA lanzada desde Cabo Cañaveral el 11 de diciembre de 1998 por un cohete Delta II 7425 y llegó a Marte el 23 de septiembre de 1999, después de un viaje de 9 meses y medio. Esta misión fue anteriormente denominada Mars Surveyor '98 Orbiter.

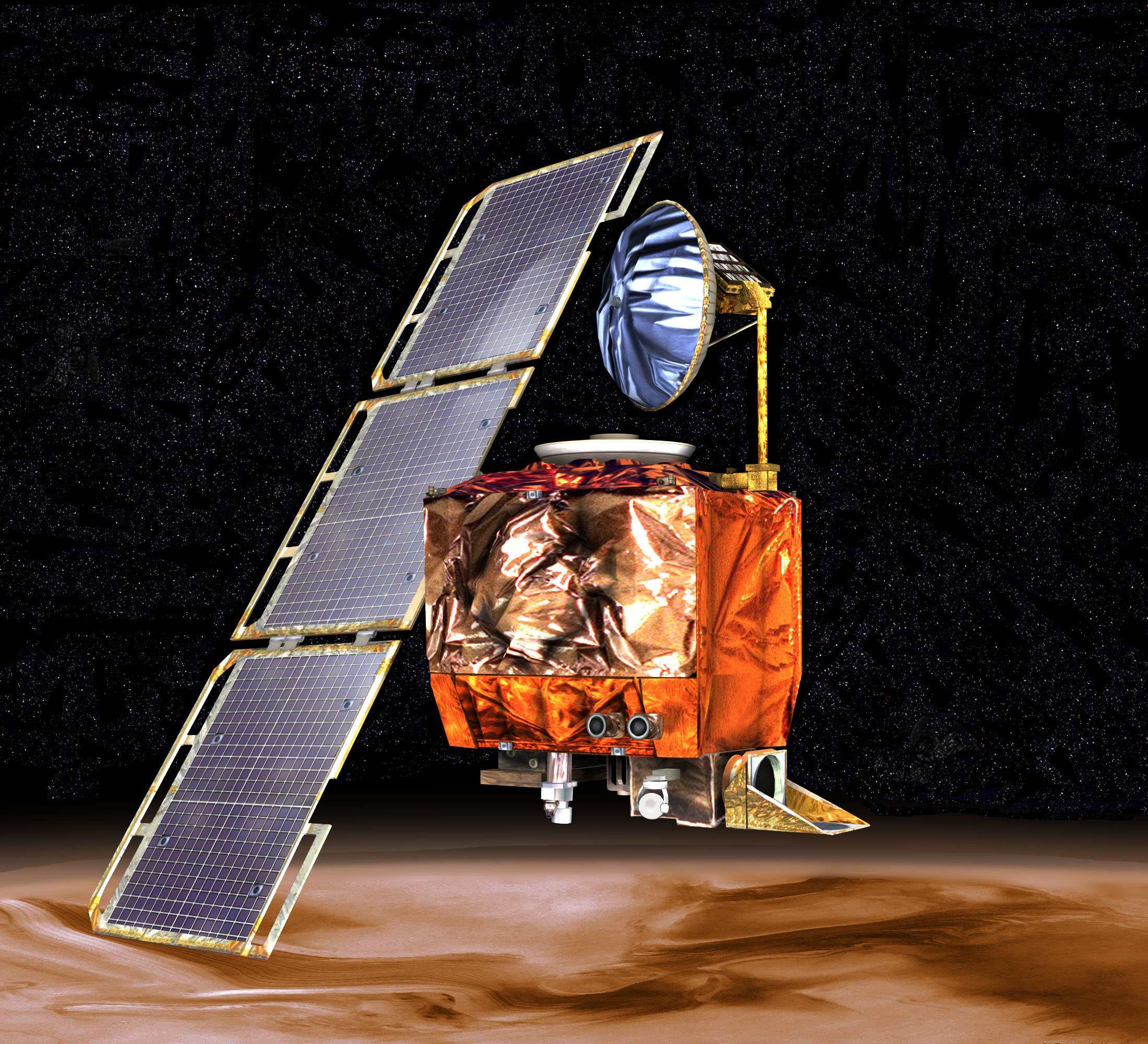
Concepción artística de la Mars Climate Orbiter.

Era la segunda nave espacial del programa Mars Surveyor '98, la otra nave era la Mars Polar Lander.
Las dos sondas fueron lanzadas por separado, aunque formaban una única misión con la finalidad de estudiar el clima de Marte. El objetivo principal era estudiar las variables atmosféricas, como complemento a las misiones Mars Global Surveyor y Mars Exploration Rover, con preocupaciones más geológicas. Debían estudiar el agua y el dióxido de carbono, entender cómo se acumulan, su interacción entre la atmósfera y la superficie, y obtener evidencias de cómo fue el pasado climático y como será su futuro.
La misión estaba programada para durar un año marciano, equivalente a aproximadamente dos años terrestres. Aparte de su misión científica, la MCO también iba a servir de relé para la transmisión de datos hacia la Tierra para la Mars Polar Lander que debía posarse en la superficie marciana pocos días antes de su llegada a Marte, el 3 de diciembre de 1999 y también para los Mars Exploration Rover.
La Mars Climate Orbiter se destruyó debido a un error de navegación, consistente en que el equipo de control en la Tierra hacía uso del Sistema Anglosajón de Unidades para calcular los parámetros de inserción y envió los datos a la nave, que realizaba los cálculos con el sistema métrico decimal. Así, cada encendido de los motores habría modificado la velocidad de la sonda de una forma no prevista y tras meses de vuelo el error se había ido acumulando. Durante los últimos días de vuelo, conforme la gravedad de Marte tenía una creciente influencia, se observó que la sonda se apartaba cada vez más de la trayectoria prevista y se acercaba más y más al planeta, algo que hubiera sido imposible si se hubieran tenido en cuenta bien todos los factores. Finalmente la sonda pasó sobre Marte a sólo 57 km de altura, en lugar de los 140 km a 150 km previstos, quedando destruida por la fricción con la atmósfera del planeta.
Según la revista IEEE Spectrum el fallo tiene raíces en la propia gestión de seguridad, pues durante meses los controladores se percataron de que había algo anómalo con la trayectoria de la sonda, que requería más correcciones de las habituales. Los controladores intentaron abrir una investigación al respecto, que habría sido rechazada por los responsables del proyecto. Por su parte, los gerentes se excusaron afirmando que no habían recibido una solicitud formal de investigación. También se dice que fue un fallo de conversión de millas inglesas a kilómetros.

## La nave
La nave tenía forma de caja, construida de aluminio de nido de abeja. Medía 2,1 m de altura y 1,6 m de largo. También tenía doble módulo, uno de equipamiento y otro de propulsión. El módulo de equipamiento se monta en la parte superior y contiene los equipos electrónicos, en la parte exterior se monta los experimentos, la antena UHF, la caja de la batería, y las cámaras de estrellas. El módulo de propulsión se monta en la parte inferior y contiene los sistemas de propulsión, con motores y tanques de combustible. Además se monta también una antena parabólica de alta ganancia de 1,3 m de diámetro, y los paneles solares con una superficie de 11 m², montada en la parte exterior de la nave. La nave pesa en el lanzamiento 629 kg, de los cuales 338 kg son de propelente, y solo la nave 291 kg.
Para obtener electricidad, se usaron 3 paneles solares, cada uno con 5,5 m de largo, y juntos 11 m, con células de arseniuro de galio, que podían generar 1000 W en la Tierra y 500 W en Marte. La electricidad iba acumulada en una batería de NiH2 para su uso en la oscuridad y cargas de máxima potencia.
La propulsión usaba un motor principal de 640 N,4 motores de 22,4 N y 5 de 0,9 N para la actitud. El depósito de propelente era hidracina (N2H4) y tetróxido de dinitrógeno (N204) con una masa de 338 kg. El control de temperatura se logró de forma pasiva mediante el uso de persianas para controlar la temperatura interna, revestimientos Kapton térmicos, multi-mantas aislantes, pintura, y radiadores. La nave esta estabilizada en tres ejes de 1,5 mrad por 1 s y 3 mrad por 3 s.
El control de actitud se determinó usando 2 cámaras de estrellas, con un catálogo de estrellas, sensores de Sol, ruedas de reacción, y una unidad de medición inercial. Las telecomunicaciones se hacían en banda X, usando un transpondedor Cassini, un amplificador de estado sólido de 15 W. Los componentes de este sistema usaba una antena parabólica de alta ganancia de 1,3 m de diámetro, una antena de media ganancia para transmitir y otra de baja ganancia para recepción. Un antena UHF de 10 W se usa para las comunicaciones con el Mars Polar Lander en doble via. El control de la nave se hacía mediante el uso de un procesador RAD6000 de 32 bits, usando además tarjetas electrónicas (C&DH), también se usa un software de vuelo con numerosas aplicaciones, y soluciona, comprime, etc. La memoria interna de la nave es de 128 MB para almacenamiento de datos.